# Damóxeno
Damóxeno (en griego antiguo: Δαμόξενος) fue un boxeador de Siracusa, excluido de los Juegos Nemeos por matar a su oponente en un encuentro pugilístico. El nombre de este último era Creugas; y los dos competidores, tras haber pasado el día entero boxeando, acordaron recibir un golpe del otro sin pestañear. Creugas primero golpeó a Damóxeno en la cabeza, y luego Damóxeno, con los dedos injustamente extendidos, golpeó a Creugas en el costado; y tal, observa Pausanias, fue la dureza de sus uñas y la violencia del golpe que su mano atravesó el costado, se apoderó de las entrañas y, al extraerlas, causó la muerte instantánea de Creugas. Una hermosa pieza escultórica ha llegado hasta nosotros con este tema.